# Enrica Soma
Enrica Soma (9 de mayo de 1929 – 29 de enero de 1969) fue una socialite, modelo y bailarina estadounidense de origen italiano. Fue esposa del director de cine John Huston, y madre de la actriz Anjelica Huston.

## Biografía
Enrica Soma nació en Manhattan, Nueva York, hija de padres italianos inmigrados, Antonio Angelo "Tony" Soma, contratista y empresario, y de Anjelica (nacida Fantoni; 1891-1933), actriz y cantante. Enrica era conocida de niña con el sobrenombre de "Ricki". Su padre dirigía el célebre restaurante Tony's Wife de Manhattan. Ricki tuvo un hermano, Philip Soma, y tres medio hermanos, Linda, Fraser y Tony Jr.

## Carrera
Enrica Soma se inició en la industria del espectáculo a través de los contactos de su padre desde el restaurante. Estudió ballet con George Balanchine y se formó como bailarina profesional. Apareció como bailarina el 9 de junio de 1947 en la portada de la revista Life , con apenas 18 años. Trabajó mucho con Philippe Halsman. 
El realizador John Huston, que la había visto en fotos, comenzó a cortejarla. Finalmente, se convirtió en su cuarta esposa en 1950, ya embarazada de su primer hijo, Walter Antony Huston. Su segundo hijo fue una niña, la actriz Anjelica Huston. Más tarde se supo que aunque casada con Huston, Enrica tuvo una relación con el historiador y presentador televisivo británico John Julius Norwich, padre de su hija Allegra Huston. Soma es también la abuela del actor Jack Huston.

## Muerte
Enrica Soma falleció el 29 de enero de 1969, en un accidente de coche en Dijon, Francia. Tenía 39 años.